# HMS Alacrity (F174)
La fragata HMS Alacrity (F174) de la Royal Navy fue una fragata Tipo 21. Entró en servicio en 1977 y participó de la Guerra de Malvinas, donde hundió al buque de suministros Isla de los Estados, sobrevivió a cuatro ataques con misiles Exocet y rescató a hombres del Atlantic Conveyor.

## Antecedentes
Construido por Yarrow Shipbuilders Ltd, Glasgow, Escocia, se completó con lanzadores Exocet en la posición 'B'.

## Servicio en la Marina Real británica

### 1977-1981
En 1977, la Alacrity participó en el Fleet Review, de la Royal Navy en Spithead, en celebración del HM Queen's Silver Jubilee.

### Guerra de las Malvinas
La Alacrity participó en la guerra de las Malvinas, saliendo de Devonport el 5 de abril de 1982, capitaneada por el Comandante Christopher Craig.
El incidente más notable que involucró a la Alacrity fue el hundimiento del buque de suministro argentino ARA Isla de los Estados de 3000 toneladas por disparos durante la noche del 10 al 11 de mayo de 1982, cerca de las islas Swan. En ese momento, la Alacrity tenía la misión de establecer si los argentinos habían minado la entrada norte del estrecho de San Carlos. La Alarcity fue levemente dañada por astillas de una bomba argentina el 1 de mayo.[cita requerida]
Cuando la Alacrity salió del estrecho de San Carlos el 11 de mayo, se informó que el submarino argentino ARA San Luis, había disparado dos torpedos en la Alacrity y su nave gemela Arrow. Ambos fallaron, y los barcos se reincorporaron a la fuerza de tarea.[cita requerida]
El 25 de mayo, la Alacrity sufrió su único daño, un bache en su proa, mientras rescataba a los sobrevivientes del SS Atlantic Conveyor que había sido alcanzado con misiles Exocet.
La HMS Alacrity sobrevivió a cerca de diez ataques aéreos, incluidos cañones de 30mm y dos bombas que se perdieron.

### 1982-1994
Al igual que con las otras fragatas clase Amazon supervivientes, la Alacrity sufría grietas en su casco a mediados de la década de 1980. Fue llevada para su re-acondicionamiento, y una placa de acero fue soldada a cada lado de la nave. Al mismo tiempo, se hicieron modificaciones para reducir el ruido del casco.[cita requerida]
En 1989, mientras estaba desplegado como buque de la Guardia de las Indias Occidentales, Alacrity recibió la tarea de brindar ayuda humanitaria en la isla de Montserrat, en las Antillas británicas, luego de que la isla sufriera una devastación como consecuencia del huracán "Hugo". El helicóptero Lynx del barco fue el único medio para transportar ayuda a tierra con el puerto destruido.[cita requerida]

## Servicio de la Marina de Pakistán
La Alarcity fue retirada del servicio y transferida a Pakistán el 1 de marzo de 1994, renombrada Badr. El misil Exocet no fue transferido a Pakistán y se eliminó su obsoleto lanzador Sea Cat. El radar de búsqueda de aire Signaal DA08 reemplazó los lanzadores de chaff tipo 992 y SRBOC y se instalaron cañones de 20 mm y 30 mm.[cita requerida]
Entre el 11 y el 21 de mayo de 2008, la Badr participó en el Inspired Union, un ejercicio multinacional en el mar del Norte de Arabia. Otros buques de guerra pakistaníes incluyeron la fragata Shah Jahan y el tanquero de reabastecimiento Nasr, así como el equipo de eliminación de artefactos explosivos de la Fuerza Aérea de Pakistán, y los destructores estadounidenses USS Curts y USS Ross.
La Badr fue dada de baja en abril de 2013 por la Marina de Pakistán.[cita requerida]

## Comandantes
| Desde | Hasta | Nombre                           |
| ----- | ----- | -------------------------------- |
| 1976  | 1978  | Comandante R B Mortlock RN       |
| 1978  | 1979  | Comandante Un J Bannister RN     |
| 1980  | 1982  | Comandante C J S Craig DSC RN    |
| 1982  | 1983  | Comandante B B Perowne RN        |
| 1983  | 1985  | Comandante M Un Johnson RN       |
| 1985  | 1986  | Comandante J H S McAnally RN     |
| 1987  | 1989  | Comandante R P Barton RN         |
| 1989  | 1990  | Comandante C D Ferbrache RN      |
| 1990  | 1992  | Comandante Un R C Bennett DSC RN |
| 1992  | 1994  | Comandante Un Croke RN           |